# 莫内利亚
莫内利亚（義大利語：Moneglia），是意大利热那亚省的一个市镇。总面积15.4平方公里，人口2852人，人口密度185.2人/平方公里（2009年）。ISTAT代码为010037。

## 友好城市
- 德国恩根 2009年